# Pontifices
Pontifices (latin, plural av pontifex), "överpräster’, kallades i Rom medlemmarna av ett prästerligt kollegium, Collegium Pontificum, vilket, under romerska senaten, som högsta beslutande myndighet i fråga om kulten, hade inseendet över hela offertjänsten samt över iakttagandet av alla offer, heliga bruk och föreskrifter. Pontifices övergick så småningom i pontifikatet, påvens ämbete.
Namnet härledes sedan gammalt av pons (bro) och facere (göra), ovisst med vilken närmare betydelse. Sägnen uppger att redan kung Numa inrättat ett kollegium av pontifices, och dessas antal var troligen 3. Deras antal ökades 300 f.Kr. till 9, med lika del i ämbetet för patricier och plebejer. Sulla höjde antalet till 15 (för år 57 f.Kr. lämnar Cicero i sin skrift om haruspicernas svar en fullständig förteckning på dem), och under kejsartiden bestämdes det efter kejsarens gottfinnande. 
Från början utsågs pontifices genom kooptation. År 104 f.Kr. fick tribuskomitierna rätten att välja medlemmarna i kollegiet, och sedan Sulla återställt det äldre bruket, återinfördes 104 års bestämmelse på tillskyndan av Julius Cæsar år 63 f.Kr..
Ämbetet innehades på livstid; i äldre tider valdes endast män av mogen ålder, senare även yngre. Från republikens första tider förestods pontifikatkollegiet av en Pontifex Maximus (överstepräst), förkortat P.M.. Denne hade en hel del viktiga förrättningar och åligganden för statslivets helgd och framgång, såsom att välja vestaliska jungfrur och flamines med mera. Han bodde i en särskild ämbetsboning, regia, vid Via sacra. I äldre tider fick han inte lämna Italien, ej inneha något världsligt ämbete, inte gifta om sig; med tiden ändrades dock seden i detta hänseende, och även för valbarheten blev fordringarna mindre stränga. Valet synes redan före 104 ha förrättats i tribusförsamlingen. 
Kejsaren var alltid pontifex maximus. Till och med kristna kejsare bibehöll titeln, som först avskaffades av Gratianus (382 e.Kr.) och sedermera övergick till påven, som ju i den kristna romarstaten hade en ställning i religiöst hänseende fullkomligt analog med den hedniska på den gamla religionens tid. 
P.M:s befogenhet kan anges så: han hade att anordna alla försoningsoffer vid pest, åska och så vidare; han förrättade konsekrationen (invigningen) av tempel, heliga platser och av staten lämnade votivgåvor; han ombesörjde avfattandet av kalendern, verkställde inskjutandet av skottmånader och angav vilka dagar som skulle anses som fasti och nefasti, han hade överinseendet över nya kulter, begravningar och gravplatser (under kejsartiden övergick denna funktion till andra) och vakade över manernas dyrkan; han biträdde vid de patriciska äktenskapsceremonierna (confarreatio); han skipade rätt i fråga om adoption och testamenten, gjorda i Roms folkförsamling. Översteprästen plägade även uppteckna märkliga företeelser och händelser under året, såsom betydelsefulla järtecken med mera, samt utarbeta ett slags årskrönika (annales). En sammanfattning av traditionella regler och föreskrifter för gudstjänsten och vad därmed stod i sammanhang synes ha legat till grund för de alltjämt fortgående anteckningarna eller minnesböckerna (commentarii). 
I allt detta biträddes översteprästen av pontifices, som bildade hans consilium (nämnd). Till kollegiet plägade också räknas 3 pontifices minores, ett slags medhjälpare, samt Rex Sacrorum och de tre flamines.